# 피단

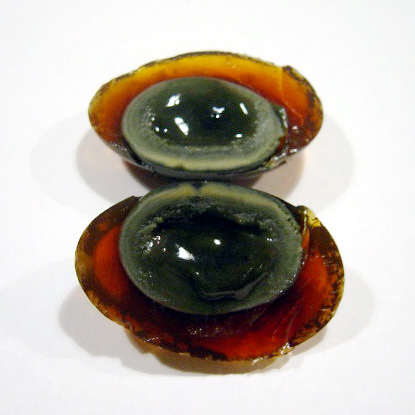
피단

피단(皮蛋) 또는 송화단(松花蛋)은 중국 요리에서 새알을 삭힌 음식이다.
오리알이나 달걀을 흙과 재, 소금과 석회를 쌀겨와 함께 섞은 것을 두 달 이상 담가 만든다. 시간이 지나면 노른자 부위는 까맣게 변하고 흰자 부위는 투명한 갈색이 된다. ‘송화단’이라는 이름은 흰자 부위가 마치 소나무 위에 눈꽃이 핀 것과 같다 해서 붙은 이름이다.
겨자소스 또는 마늘소스를 곁들여 먹기도 한다.

## 같이 보기
- 함압단